# Rudy Boschwitz
Rudolph Ely Boschwitz dit Rudy Boschwitz, né le 7 novembre 1930 à Berlin, est un homme politique américain, membre du Parti républicain et sénateur des États-Unis pour le Minnesota.

## Biographie

### Jeunesse et débuts
Rudy Boschwitz est né à Berlin en 1930. Sa famille fuit l'Allemagne en 1936, plusieurs mois après l'arrivée d'Adolf Hitler au pouvoir
Après deux années passées à l'université Johns-Hopkins, il est diplômé de la faculté de commerce de l'université de New York en 1950 puis de la faculté de droit en 1953. L'année suivante, il devient avocat au barreau de New York mais il ne commence à exercer qu'en 1956, après deux ans dans le United States Army Signal Corps. Il rejoint le barreau du Wisconsin en 1959.
En 1963, il fonde avec sa femme Ellen la société Plywood Minnesota. L'entreprise, spécialisée dans le contreplaqué et la rénovation d'intérieur, leur permet de faire fortune.
À partir de 1971, il représente le Minnesota au Comité national républicain.

### Sénateur des États-Unis
Rudy Boschwitz est élu sénateur des États-Unis en novembre 1978, pour un mandat débutant lors du 96e congrès, le 3 janvier 1979. Il bat le démocrate sortant Wendell Anderson avec 56,6 % des voix, contre 40,4 % pour Anderson. Ce dernier démissionne quelques jours avant la fin du 95e congrès et Boschwitz est nommé pour terminer son mandat le 30 décembre 1978.
Il est réélu en 1984 avec 58,1 % des suffrages.
Rudy Boschwitz est candidat à un troisième mandat lors des élections sénatoriales de 1990. Considéré comme le favori face au démocrate Paul Wellstone, il reçoit 7 millions de dollars de contributions, contre 1 million pour son adversaire. Sa campagne est cependant secouée quelques jours avant l'élection lorsque son équipe, dans une lettre à l'attention de groupes juifs, reproche notamment à Wellstone — lui aussi juif — d'être marié à une chrétienne, de ne pas avoir élevé ses enfants dans la religion juive et de n'avoir « aucun lien avec la communauté ». Pour Wellstone, cela prouve la campagne négative menée par Boschwitz, qui l'attaque comme un dangereux radical dans ses publicités. Wellstone tente également de passer pour un outsider, gagnant un modeste salaire de professeur face à un sénateur sortant millionnaire. Boschwitz est finalement battu avec 47,9 % des voix.
Il se présente à nouveau en 1996 face à Wellstone. Il attaque à nouveau son adversaire en le dépeignant comme un clown ou un hippie et le surnommant « Sénateur Allocations » (Senator Welfare). Bien que de nombreux électeurs pensent également que le démocrate est trop à gauche, les publicités négatives desservent Boschwitz, distancé de quelques points dans les sondages. En novembre, Wellstone est réélu avec 50,3 % des suffrages, Boschwitz n'en rassemblant que 41,3 %.

### Après le Sénat
Après sa défaite, Rudy Boschwitz retrouve la tête de Plywood Minnesota, qu'il avait confié à des membres de sa famille durant son mandat. L'entreprise devient Home Valu Interiors en 1993 et est finalement liquidée en 2010.
En 1991, George H. W. Bush fait de Boschwitz son émissaire en Éthiopie. Il mène des négociations pour mettre fin à la guerre civile et prépare l'opération Salomon pour permettre aux Juifs d'Éthiopie de rejoindre Israël,. Il reçoit la Presidential Citizens Medal pour son travail dans la région,.
En 2005, Rudy Boschwitz est nommé ambassadeur des États-Unis auprès de la Commission des droits de l'homme des Nations unies par George W. Bush. Sa nomination est approuvée à l'unanimité par le Sénat.

## Décorations
- Officier de l'ordre du Ouissam alaouite[9].